# Воткинский пруд
Во́ткинский пруд — водоём в Воткинском районе Удмуртии, образованный в 1759 году на реке Вотка в результате строительства плотины Воткинского завода. На берегах расположен город Воткинск.

## История
Водохранилище сформировалось после запруды реки Вотка в результате строительства плотины Воткинского завода в 1758—1759 годах. Строительством плотины руководил асессор А. С. Москвин. Воткинская плотина длиной 698,3 м, высотой 10,7 м и шириной в нижней части 85,3 м стала самой крупной среди уральских горных заводов, образовав пруд с площадью зеркала 18 км². В 1805 году плотину удлинили на 172 м.
Ныне на берегах пруда расположен город Воткинск.

## Характеристика
Пруд вытянут вдоль течения Вотки на 13 км. Максимальная ширина составляет 2 км, максимальная глубина — 15 м. Площадь зеркала составляет 18,8 км², полный объём водной массы 85 млн м³. Водоём используется для хозяйственно-питьевого и технического водоснабжения, а также является местом отдыха и рыболовства.
По данным на начало 2000-х годов, по степени минерализации воды пруд относится к пресным водоёмам, общая минерализация воды находится в пределах 157—361 мг/л. По кислотности вода нейтральная, зимой более кислая, летом более щелочная.
В пруду водится щука, карась, окунь, ёрш, плотва, голавль, язь, линь, уклея, лещ, налим.

## Данные водного реестра
По данным государственного водного реестра России, водохранилище относится к Камскому бассейновому округу, водохозяйственный участок река Кама от Воткинского гидроузла до Нижнекамского гидроузла.
Код объекта в государственном водном реестре — 10010101421499000000340.

## Галерея

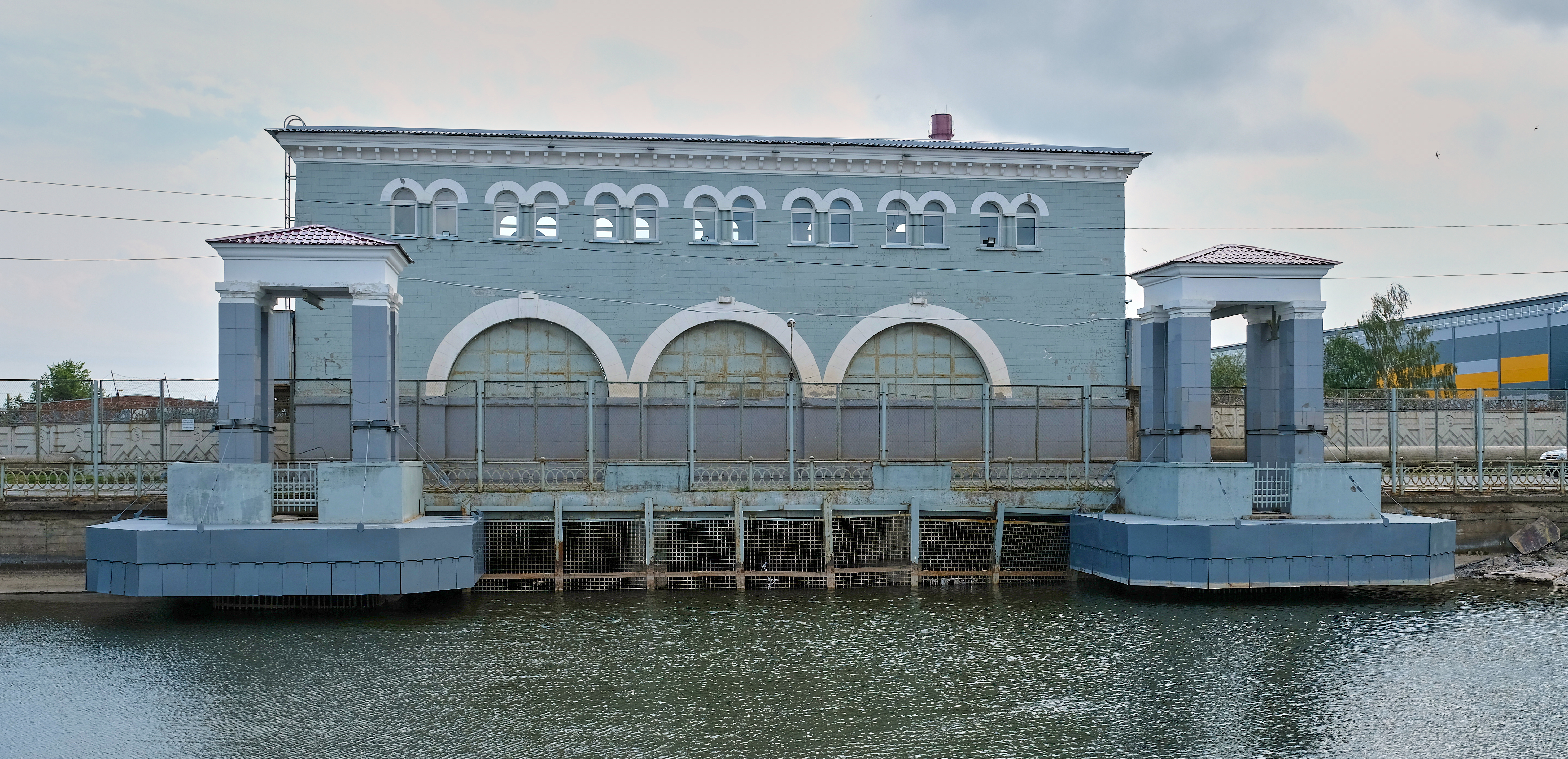
Плотина
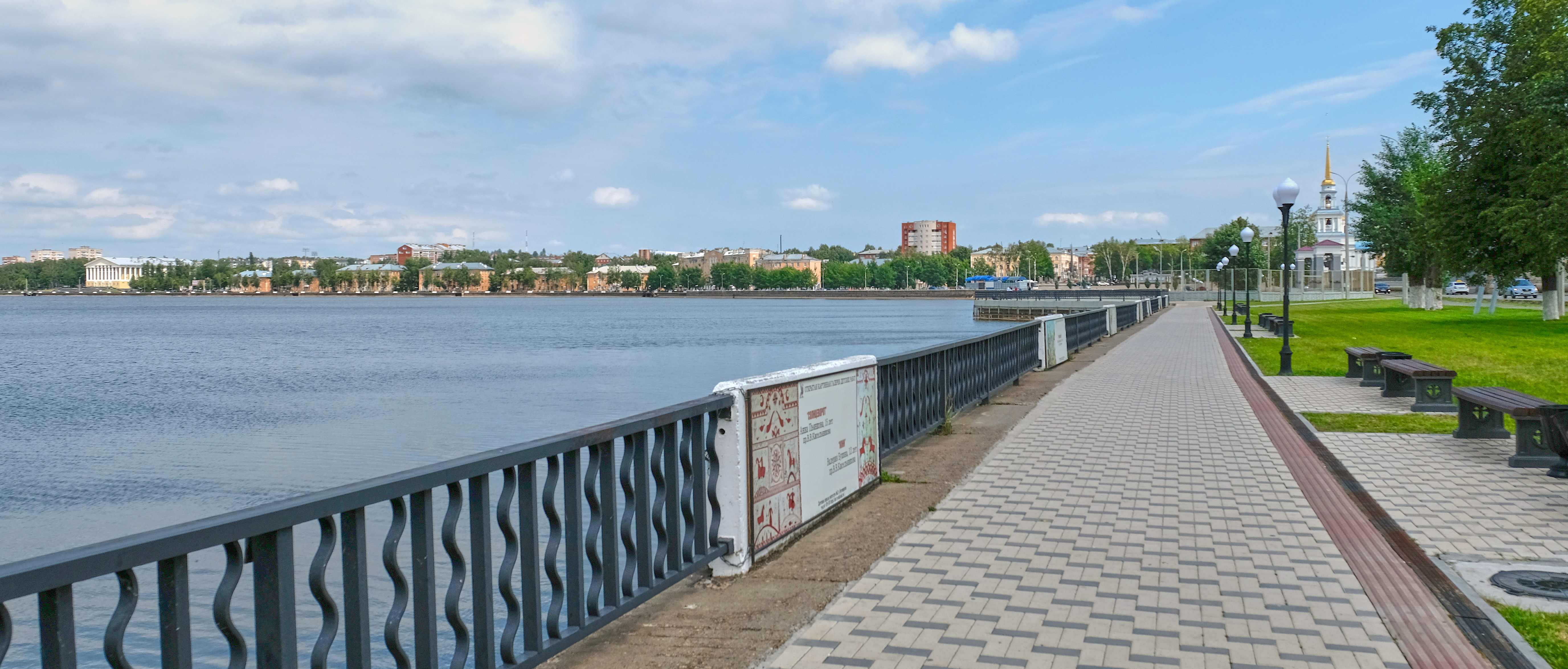
Набережная
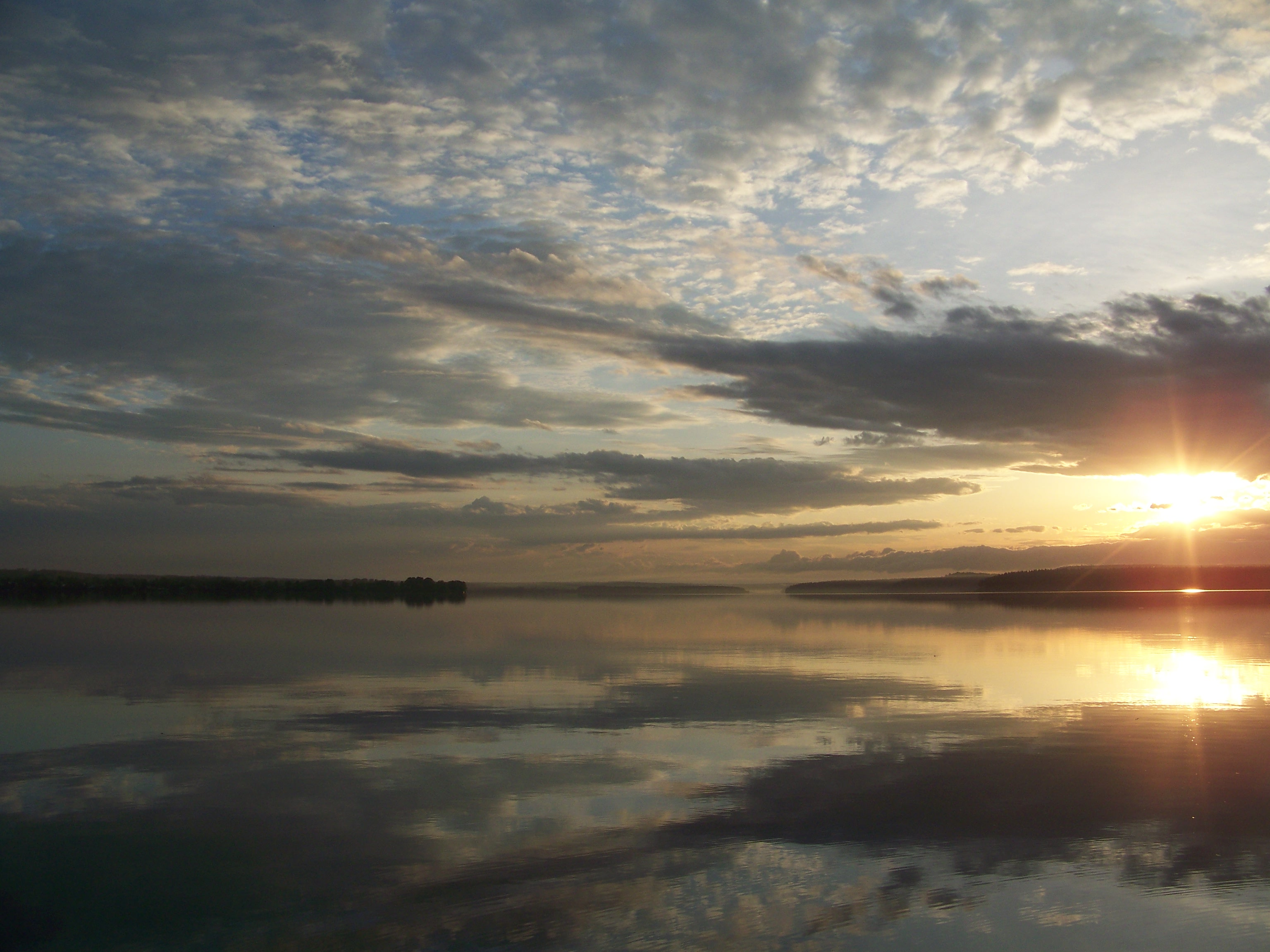
Пруд на закате
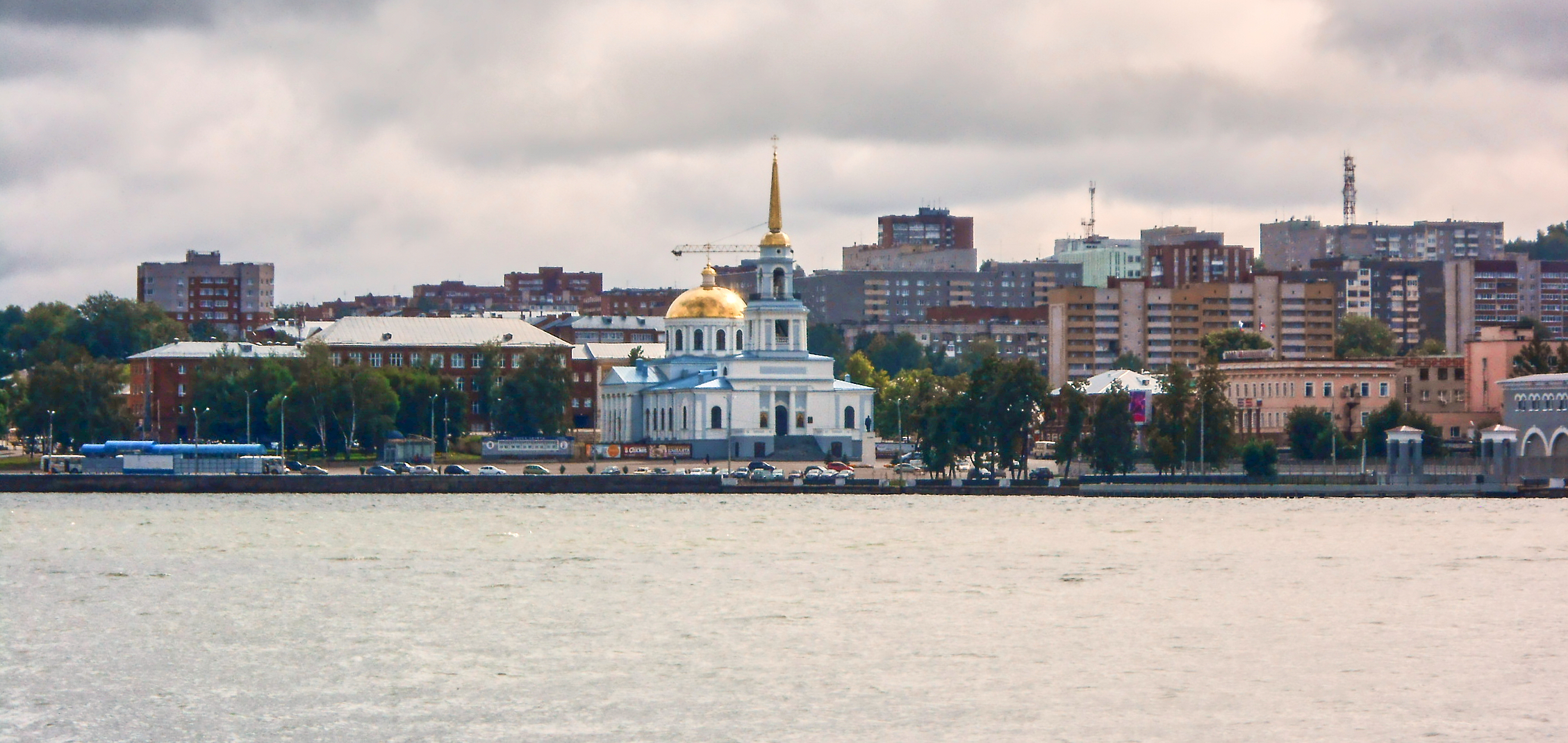
Вид на Благовещенский собор